# ローラ・T850
ローラ・T850（Lola T850）は、ローラがF2用に設計・製造したフォーミュラカー。1980年代初頭にヨーロッパF2選手権と全日本F2選手権で使用された。
ローラ独自に開発したものではなく、トールマン・TG280をライセンス供給を受けて製造した車両で、T850の派生車種にドッキング・スピッツレー DS1、フォーミュラ・アトランティック仕様として製造したトールマン・TA860が販売された。

## 歴史
イギリス・ハンティンドンを拠点に置くコンストラクターメーカー、ローラ・カーズはエリック・ブロードレイによって設立され、1960年代後半までヨーロッパF2選手権に参戦し、BMWのワークス参戦時に使用したT100とT102で知られるようになった。1970年代、ローラは主にアメリカのレースに注力し、F2用のシャシーを散発的に提供したのみだったが、ほとんど成功しなかった。1976年、ローラは4台のT450を製造し、そのうちの1台はドイツのチームATSに供給されたが、予選落ちが続き、1977年に後継モデルとして製作されたT550はさらに出来が悪く、レースに出場することすらできなかった。
約4年間の休止の後、ローラは1981年にT850でF2に復帰。ライバルメーカーであるラルトが2年前に製作したものに由来し、1979年のヨーロッパF2選手権でトールマンが使用したラルト・RT2をベースとし、1980年に向けてロリー・バーンがRT2をトールマン・TG280へと開発し、ブライアン・ヘントンがシリーズチャンピオンを獲得。翌年にトールマンはF1へステップアップし、TG280はジム・クロフォード、ヨー・ガルトナーなどのドライバーを提供し、1983年まで使用された。TG280への関心が非常に高かったため、トールマンは1980年代後半にカスタマー車両の生産を開始したが、F1の生産に加えてF2カスタマー車両を製造する余裕がなかったため、ローラはTG280の製造を委託し、ローラはT850としてヨーロッパと日本のF2チームに販売した。
マシン売却後、ローラはF2への関与を断念し、T850はローラの名を冠した最後のF2マシンとなった。1985年春に後継シリーズであるフォーミュラ3000が導入されて初めてT950としてF1直下のクラスに再登場を果たした。

## モデル指定
モデル名は、当時のローラで一般的だった命名法に従っており、下2桁はそれぞれのモデルが設計されたレースシリーズを表し（50はF2とF3000）、最初の桁はこのグループ内の世代を表している。850はローラがフォーミュラ2用に設計した8番目のモデルとされている。

## デザイン
T850の構造は、トールマン・TG280とほぼ同一のスペックで、アルミニウム板製のモノコックを採用し、前後にダブルウィッシュボーン・アクスルを装備し、後部にはアウトリガーが備えられている。ホイールベースは2514 mm, 全長は4191 mm、フロントトレッドは1473 mm、リアトレッドは1422 mmで、TG280と同様に、ハート・420Rを搭載可能だったが、BMW製エンジンの搭載も可能だったという。

## ヨーロッパF2選手権でのT850
1981年のヨーロッパF2選手権は、マーチ、マウラー、ラルトといったワークスチームの圧倒的な強さが特徴的で、1980/81年シーズンの変わり目に、プロジェクト4とトールマンといった、プロとして組織され成功を収めていた2つのプライベートチームが同シリーズから撤退し、それまでの中堅チームの重要性が高まり、ドッキング・スピッツレーとサンレモ・レーシングの2チームがT850のカスタマーを提供された。1981年には個々の表彰台を獲得することが出来たが、1982年には競争力が低下し、1983年には代替として使用された。

### ドッキング・スピッツレー・レーシング
1980年に2台のTG280をカスタマー車両を使用したドッキング・スピッツレー・レーシングは、1981年にハート製エンジンを搭載したT850を投入し、ステファン・ヨハンソン、ケネス・アチソン、シーズン後半にはリカルド・ロンドノ＝ブリッジがドライブ。開幕戦5日前に車両がチームに届き準備不足のまま開幕戦を迎えることになり、デビュー戦（シルバーストン）では振るわなかったが、ヨハンソンは第2戦（ホッケンハイムリンク）と最終戦（マントープ・パーク）で優勝、第5戦（ヴァレルンガ）で2位表彰台を獲得するなど好成績を収めたヨハンソンは、ラルトのジェフ・リース、マーチのティエリー・ブーツェン、マウラーのエイエ・エリジュに次ぐ総合4位となり、カスタマーチーム最優秀ドライバーとなった。アチソンは15位、ロンドノはポイントを獲得できなかった。
1982年シーズンに向けて、ドッキング・スピッツレーはT850を細部まで改良し、ドッキング・スピッツレー DS1として出場した。

### サンレモ・レーシング
元レーサーのアルベルト・コロンボがオーナーを務めるイタリアのサンレモ・レーシングは、グイド・パルディーニがT850を使用し、カルロ・ロッシはTG280を駆った。ハイデガー製のBMWエンジンを搭載し、T850を駆るパルディーニは、チームメイトのロッシよりもパフォーマンスが低く、6回リタイアを喫し、第5戦（ヴァレルンガ）で記録した7位が最高位だった。ロッシはTG280で4位、5位、6位に入り、総合13位で終えた。
1982年にはTG280と2年落ちのT850の組み合わせで挑み、ハート製エンジン搭載のT850は当初1981年のイタリアF3チャンピオンでサンレモでF2デビューを果たしたエディ・ビアンキがドライブし、最高位は第3戦（スラクストン）で記録した8位。レース後に資金難を理由にチームから撤退した。その後、チームメイトのロベルト・デル・カステッロがTG280からT850へ引き継いでBMWエンジンを換装したが、入賞することはできなかった。
1983年、資金難から開幕が遅れ、チームは3年落ちのTG280と2年落ちのT850で3戦使用したが、その後2台ともマーチ・832に切り替えた。グイド・ダッコはBMWエンジン搭載のT850で第4 - 6戦出走し、第5戦（ヴァレルンガ）で6位入賞した。

### フォーミュラ・レーシング・クラブ
1981年にスイス・フォーミュラ・レーシング・クラブにT850が供給され、フレディ・シュナーワイラーがエントリーし、ハート製エンジンを搭載したT850を駆り、1981年に8戦出場し、リタイア3回、5回完走し、最高位は第8戦（エンナ・ペルグーサ）で記録した7位だった。
1982年、シュナーワイラーはT850で開幕2戦エントリーしたが、開幕戦（シルバーストン）のみ出場し、メカニカルトラブルにより4周でリタイアした。第2戦（ホッケンハイムリンク）にも出場したが、決勝に出走しなかった。最終戦（ミサノ）に再出場したが、マーチ・822での出場だった。

## ドッキング・スピッツレー DS1
1982年に向けて、ドッキング・スピッツレーはフランク・ダーニーとパット・シモンズの手によってT850のホイールサスペンションと空力特性を細部まで改良を加えた。前年と同様ハート製エンジンが搭載され、ドライバーはティエリー・タッシンとカルロ・ロッシという布陣だった。
タッシンは開幕戦（シルバーストン）を2位で終えたが、その後の検査でサイドシューターが規定に違反したため失格裁定が下った。2週間後に開催された第2戦（ホッケンハイムリンク）で6位に入りし、シーズン唯一の入賞となった。激しい雨に見舞われた第8戦（スパ・フランコルシャン）では、両ドライバーがコースアウトし、事故の影響で両車がひどく損傷したため、第9戦（ホッケンハイムリンク）を欠場した。第10戦（スラクストン）では、タッシンのDS1が修理されたばかりだったが、ロッシは旧型のTG280をドライブした。第11戦（マントープ・パーク）を欠場後、最終戦では、ドッキング・スピッツレーが再び両ドライバーをDS1で登録したが、タッシンは予選落ちを喫した。シーズン終了後、資金難によりF2から撤退した。

## 全日本F2選手権でのT850
ヒーローズレーシングは、1981年と1982年の全日本F2選手権で星野一義にBMWエンジン搭載車を使用。当時マーチ製シャシーと強力なホンダエンジンが主流だったシーズンで、星野は優勝1回、2位1回を記録し、1981年にはランキング2位となった。星野は1982年もT850でスタートし、開幕戦で3位に入ったが、その後2戦リタイアした後、1982年夏にマーチ・822に乗り換え、4戦目のレースで優勝した。ヒーローズレーシングは最後の2戦でT850を鈴木利男に提供し、鈴木はリタイア1回、完走1回（9位）となった。
1年半以上の中断を経て、1984年シーズン最終戦鈴鹿に2台のT850が再登場し、2台とも戸田レーシングがチューニングしたBMWエンジンを搭載していた。GEARレーシングからは坂本典正が1台エントリーしたが、14位で最下位に終わった。マリブモータースポーツクラブからは辰巳裕信が2台目のT850をエントリーしたが、リタイアに終わった。

## トールマン・TA860/ローラ・T860
ローラは北米市場を念頭に、T850のフォーミュラ・アトランティック仕様を製作し、ローラT860と名付けられたが、販売時にはトールマンTA860という名称で販売されたが、予想に反してTA860は成功せず、わずか2台しか販売されなかった。

### アメリカ
最初のTA860は、1981年6月に米国のローラ代理店カール・ハースによってに納車された。ジャック・ヴィルヌーヴSr.がTA860をテストしたが、レースには使用しなかった。TA860は1982年7月にロード・アメリカで開催されたフォーミュラ・アトランティックでレースデビューを果たし、ベネズエラ人ドライバーのファン・コチェサがフォード製エンジンを搭載して出場した。予選では最下位、決勝では17位に終わった。コチェサはその後TA860を手放し、1985年にピーター・ヘックマンがフォーミュラ・アトランティック・チャンピオンシップ・イーストを6戦中4戦出場し、最高位はセントルイス・インターナショナル・レースウェイで記録した5位で、22ポイントを獲得し総合10位を記録した。

### オーストラリア
2台目のTA860は、オーストラリアのレーシングドライバー、ピーター・ウィリアムソンが駆り、1981年11月から1984年までオーストラリア・フォーミュラ・パシフィック選手権で使用された。同シリーズは1982年からオーストラリアF1選手権と改称され、アメリカのフォーミュラ・アトランティックの規則と一致していた。トヨタ製エンジンが搭載されており、1981年11月にカルダーパーク・レースウェイで開催されたオーストラリアグランプリでデビューし、15周目にアクシデントに遭い、リタイアを余儀なくされた。1982年4月、オーランパーク・レースウェイでのTA860の2度目の出場した際に再び事故に遭い、車体はひどく損傷していたため、残りのレースを欠場した。1983年、改修されたTA860を駆り、1983年オーストラリアF1選手権を6戦中4戦出場し、最高成績はレイクサイド・パークで記録した4位。翌年もエントリーはされていたが、出場することはなかった。

## レース戦績

### ローラ・T850
| 年                                           | チーム                     | ドライバー | 1   | 2   | 3   | 4   | 5   | 6   | 7   | 8   | 9   | 10  | 11  | 12 | 13 | ポイント | 順位 |
| -------------------------------------------- | -------------------------- | ---------- | --- | --- | --- | --- | --- | --- | --- | --- | --- | --- | --- | -- | -- | -------- | ---- |
| 1981年                                       |                            |            |     |     |     |     |     |     |     |     |     |     |     |    |    |          |      |
| ドッキング・スピッツレー・チーム・トールマン | ステファン・ヨハンソン     | 9          | 1   | 7   | 4   | 2   | DNF | 8   | DNF | 14  | 4   | 9   | 1   |    | 30 | 4位      |      |
| ドッキング・スピッツレー・チーム・トールマン | ケネス・アチソン           | 19         | DNF | DNF | 6   | 10  | 15  | DNF | DNA | DNA |     | DNA | 3   |    | 5  | 15位     |      |
| ドッキング・スピッツレー・チーム・トールマン | リカルド・ロンドノ         |            |     |     |     |     |     | 9   | DNF | DNF | DNS | DNA |     |    | 0  | NC       |      |
| サンレモ・レーシング                         | グイド・パルディーニ       |            | DNF | DNF | 9   | 7   | 12  | DNS | DNF | DNF | 13  | DNF | DNA |    | 0  | NC       |      |
| フォーミュラ・レーシング・クラブ             | フレディ・シュナーワイラー | 15         | 12  | 9   | DNA | DNF | DNF |     | 7   | DNF | 16  | DNA | DNA |    | 0  | NC       |      |
| 1982年                                       |                            |            |     |     |     |     |     |     |     |     |     |     |     |    |    |          |      |
| サンレモ・レーシング                         | エディ・ビアンキ           | DNF        | 14  | 8   |     |     |     |     |     |     |     |     |     |    | 0  | NC       |      |
| サンレモ・レーシング                         | ロベルト・デル・カステッロ |            |     |     | DNS | DNF | 10  | DNF | 14  | DNF |     | 10  | 9   | 11 | 3  | 16位     |      |
| フォーミュラ・レーシング・クラブ             | フレディ・シュナーワイラー | DNF        | DNS |     |     |     |     |     |     |     |     |     |     |    | 0  | NC       |      |
| 1983年                                       |                            |            |     |     |     |     |     |     |     |     |     |     |     |    |    |          |      |
| サンレモ・レーシング                         | グイド・ダッコ             |            |     |     | DNF | 6   | DNF |     |     |     |     |     |     |    | 4  | 13位     |      |

### ドッキング・スピッツレー DS1
| 年                                   | チーム               | ドライバー | 1   | 2   | 3  | 4   | 5   | 6   | 7   | 8 | 9 | 10 | 11  | 12  | 13 | ポイント | 順位 |
| ------------------------------------ | -------------------- | ---------- | --- | --- | -- | --- | --- | --- | --- | - | - | -- | --- | --- | -- | -------- | ---- |
| 1982年                               |                      |            |     |     |    |     |     |     |     |   |   |    |     |     |    |          |      |
| ドッキング・スピッツレー・レーシング | カルロ・ロッシ       | DNF        | DNF | DNF | 12 | DNF | DNQ | DNQ | DNF |   |   |    | DNF | 12  | 0  | NC       |      |
| ドッキング・スピッツレー・レーシング | ティエリー・タッシン | DSQ        | 6   | DNF | 18 | 9   | DNF | DNF | DNF |   |   |    |     | DNQ | 1  | 17位     |      |